# Databashanterare
En databashanterare eller DBMS (eng. DataBase Management System) är en programvara för att hantera data i en databas. I ABM-sammanhang är en databashanterare en programvara för hantering av lagring, återsökning och uppdatering av posterna i en databas. Databashanterare är till för fortlöpande kontroll av att databasen är uppdaterad, fullständig och tillförlitlig. De är oftast serverbaserade och möjliggör det så kallade klient / serverkonceptet.
Exempel på en DBMS är: 
- MySQL
- Microsoft Access
- Microsoft SQL Server.